# 楊皋亮
楊皋亮，清朝政治人物。雲南石屏州人。
楊皋亮為舉人出身。乾隆四十八年（1783年）四月，出任湖南永順府龍山縣知縣。乾隆五十三年（1788年）十月再任。